# 자치공화국
자치공화국(自治共和國)은 연방 국가에 속하여 있으면서 대내적으로 약간 한정된 자치권을 가지는 '국가 내 국가' 형태의 공화국이며 자치권을 부여받는다고 하지만 실제로는 행정구역이다.

## 현존하는 자치공화국
소련의 영토였으며, 대통령제 공화국 안에 있는 자치공화국들이다.

### 러시아
- 다게스탄 공화국
- 마리옐 공화국
- 모르도바 공화국
- 바시키르 공화국
- 부랴트 공화국
- 북오세티야 공화국
- 사하 공화국
- 아디게야 공화국
- 알타이 공화국
- 우드무르트 공화국
- 인구시 공화국
- 추바시 공화국
- 체첸 공화국
- 카라차예보체르케스카야 공화국
- 카렐리야 공화국
- 카바르디노발카르 공화국
- 칼미크 공화국
- 코미 공화국
- 크림 공화국 (우크라이나와 영유권 분쟁 중)
- 타타르스탄 공화국
- 투바 공화국
- 하카스 공화국

### 아제르바이잔
- 나흐츠반 자치 공화국

### 조지아
- 아자리야
- 압하지야
- 남오세티야

### 우크라이나
- 크림 공화국 (러시아와 영유권 분쟁 중)

### 우즈베키스탄
- 카라칼파크스탄

## 소멸된 자치공화국

### 그리스 왕국
- 북이피로스 자치 공화국

### 러시아 제국
- 콤라트 공화국

### 불가리아
- 탐라쉬 공화국

### 프랑스 제3공화국
- 말리 연방
- 프랑스령 콩고
- 우방기샤리
- 다호메이 공화국
- 오트볼타 공화국
- 프랑스령 아파르족 및 이사족 지역
- 프랑스령 코친차이나

### 네덜란드
- 인도네시아 합중공화국

## 같이 보기
- 자치구
- 자치주
- 주급 자치구
- 자치